# Neodasyidae
Neodasyidae zijn een familie van de buikharigen. 

## Taxonomie
Het volgende geslacht is bij de familie ingedeeld:
- Neodasys Remane, 1927